# حمد بن سعيد العوفي
حمد بن سعيد بن سليمان العوفي، أكاديمي وسياسي عماني، يرأس المكتب الخاص منذ 3 يونيو 2020، وهو جهاز حكومي خاص يرتبط مباشرة بالسلطان هيثم بن طارق.

## دراسته
حاصل على دكتوراه في إدارة المصائد السمكية من جامعة هل في المملكة المتحدة، وماجستير في التخصص ذاته من الجامعة نفسها، وبكالوريوس في تكنولوجيا المصائد من جامعة السلطان قابوس.

## عمله
عمل حمد العوفي في «جامعة السلطان قابوس» أستاذًا مساعدًا، ثم عُيّن مساعدًا لعميد الدراسات العليا والبحث العلمي في كلية العلوم الزراعية والبحرية، وبعدها نائبًا للرئيس المساعد لكليات العلوم. تولى رئاسة لجنة الأولويات الوطنية ومواءمة الإستراتيجيات الخاصة برؤية عمان 2040.

## مناصبه
- عضو في مجلس البحث العلمي العماني، وفق المرسوم السلطاني رقم 2005/54 الخاص بإنشاء مجلس للبحث العلمي.
- وكيل للثروة السمكية بوزارة الزراعة والثروة السمكية العمانية، وفق المرسوم السلطاني رقم 2006/80.
- وكيل للثروة السمكية بوزارة الزراعة والثروة السمكية العمانية، وفق المرسوم السلطاني رقم 2011/37.
- وزير الزراعة والثروة السمكية العمانية، وفق المرسوم السلطاني رقم 2019/32.[2]
- رئيس المكتب الخاص، وفق المرسوم السلطاني رقم 2020/60، منذ 3 يونيو 2020 - حتى الآن.